# Aspern (film)
Pour les articles homonymes, voir Aspern.
Pour plus de détails, voir Fiche technique et Distribution.
Aspern est un  film franco-portugais réalisé par Eduardo de Gregorio, sorti en 1985.

## Synopsis
Une maison française d'éditions délègue à Lisbonne l'un de ses experts, Jean Decaux, dans le but de mettre la main sur des documents inédits du défunt Jeffrey Aspern, célèbre romancier des années 1930. Les éditeurs croient savoir que ces papiers seraient détenus par Juliana Barther, la maîtresse d'Aspern, dans la maison de laquelle l'écrivain est mort. Usant de subterfuges, Jean convainc Juliana de lui louer une chambre. Celle-ci vit recluse avec sa nièce Tita, une austère vieille fille. Jean noue pourtant des liens amicaux avec cette dernière, lui dévoile la raison de sa présence et obtient son aide dans ses investigations. Mais, après avoir été surpris par Juliana alors qu'il était en train de fouiller dans ses affaires, il quitte la maison afin que le temps apaise l'évènement. Lorsqu'il revient, Tita lui apprend que Juliana est morte et qu'elle est en possession des fameux manuscrits. Elle lui propose alors un étrange marché : en échange des papiers tant convoités, elle veut connaître le bonheur en devenant sa femme. Devant son refus, elle brûle immédiatement tous les manuscrits. 

## Fiche technique
- Titre original : Aspern
- Réalisation : Eduardo de Gregorio
- Scénario : Michaël Graham d'après la nouvelle d'Henry James, Les Papiers d'Aspern (The Aspern Papers, Éditions Macmillan and Co./Londres-New York, 1888[1])
- Décors : Rita Azevedo Gomes
- Costumes : Zé Branco[2]
- Photographie : Acácio de Almeida
- Son : Jean-Paul Mugel, Vasco Pimentel
- Montage : Nicole Lubtchansky, Manuela Viegas
- Musique : Vasco Pimentel
- Musique additionnelle : Wolfgang Amadeus Mozart
- Production : Paulo Branco
- Sociétés de production : VO Films (France), Oxala (Portugal)
- Sociétés de distribution : Diagonale Diffusion (France), Connoisseur Films (étranger)
- Pays de production :  France,  Portugal
- Langue originale : français
- Format : 35 mm — couleur — son monophonique
- Genre : comédie dramatique
- Durée : 96 minutes
- Date de sortie : 
  - France : 26 juin 1985[3],[4]
- (fr) Non classé par le CNC
- (États-Unis) Classification MPAA — PG (Parental Guidance Suggested) : accord parental souhaitable, certaines scènes peuvent heurter les enfants[5]

## Distribution
- Jean Sorel : Jean Decaux
- Bulle Ogier : Tita
- Alida Valli : Juliana Barther
- Ana Marta : Anna
- Teresa Madruga : Olimpia
- Humbert Balsan : l'éditeur

## Production

### Historique
- Année de production : 1981[6].
- Le film a été présenté à la Quinzaine des réalisateurs 1982 à Cannes (titre : Les Papiers d'Aspern)[7].

### Tournage
- Extérieurs : Portugal

## Autour du film
- Remake du film américain Moments perdus (The Lost Moment) de Martin Gabel, avec Robert Cummings, Susan Hayward et Agnes Moorehead (1947).
- Ne pas confondre avec le film espagnol Les Papiers d'Aspern (Els papers d'Aspern) de Jordi Cadena, sorti en 1991[8].